# Witalij Ginzburg
Witalij Łazariewicz Ginzburg (ros. Виталий Лазаревич Гинзбург, ur. 21 września?/4 października 1916 w Moskwie, zm. 8 listopada 2009 tamże) – rosyjski fizyk teoretyk, noblista z 2003 roku.

## Życiorys
Urodził się w rodzinie pochodzenia żydowskiego. Jego ojciec, Łazar Jefimowicz Ginzburg (1863–1942), był inżynierem, absolwentem Politechniki Ryskiej. Jego matka, Augusta Beniaminowna Ginzburg (z domu Wildauer) (1882–1920), była lekarzem, pochodziła z Jełgawy w guberni kurlandzkiej.
Ukończył fizykę na Uniwersytecie Moskiewskim w roku 1938, a w 1940 obronił doktorat, w roku 1942 uzyskał habilitację. Od roku 1941 pracował na wydziale teoretycznym Instytutu Fizycznego im. P.N. Lebiediewa Rosyjskiej Akademii Nauk, kierowanym przez prof. Igora Tamma. W 1966 roku uzyskał tytuł akademika. W 1971 r., po śmierci Tamma, został dyrektorem wydziału. Zmarł 8 listopada 2009 roku. Został pochowany na Cmentarzu Nowodziewiczym w Moskwie.

## Osiągnięcia
Do jego największych osiągnięć należy opracowanie w 1950 roku teorii nadprzewodnictwa wspólnie z Lwem Landauem. Za pionierski wkład w rozwój teorii nadprzewodnictwa i nadciekłości został uhonorowany Nagrodą Nobla, wspólnie z Anthony Leggettem i Aleksym Abrikosowem.
W 1984 uzyskał Medal im. Mariana Smoluchowskiego, a w 1995 został wyróżniony Złotym Medalem im. Łomonosowa.
Został odznaczony m.in. Orderem Za Zasługi dla Ojczyzny I i III klasy, Orderem Lenina, dwukrotnie Orderem Czerwonego Sztandaru Pracy oraz dwukrotnie Orderem „Znak Honoru”. Laureat Nagrody Stalinowskiej (1953) i Nagrody Leninowskiej (1966).
W 1991 otrzymał Złoty Medal Królewskiego Towarzystwa Astronomicznego.